# Нижня Вога
Ни́жня Во́га (порт. Baixo Vouga) — статистичний субрегіон Португалії. Розташований на північному заході країни, на березі Атлантичного океану. Складова регіону Центр. Охоплює частину округу Авейру. Названий на честь нижньої течії річки Вога, що перетинає субрегіон зі сходу на захід. Площа — 1807 км². Населення — 394393 ос. (2005), густота — 218 ос./км².

## Муніципалітети
1. Авейру
2. Агеда
3. Албергарія-а-Веля
4. Анадія
5. Вагуш
6. Ештаррежа
7. Север-ду-Вога